# ماريمار (مسلسل)
ماريمار (بالإسبانية: Marimar)‏ هو مسلسل مكسيكي من إنتاج تيلفيزا عرض عام 1994. استندت القصة على المسلسل الفنزويلي لا تقهر عام 1974 من تأليف إينيس رودينا.

## قصة المسلسل
ماريمار هي امرأة شابة جميلة، فقيرة، وأمية تعيش في سان مارتين دي لا كوستا مع أجدادها وكلبها المسمى "بولجوسو". لكي لا تموت جوعًا وتطعم أجدادها، تسرق ماريمار بعض الإمدادات. ذات يوم، أثناء محاولتها أخذ الخضروات من مزرعة سانتيبانييز لتناولها، يكتشفها نيكاندرو، مشرف المزرعة، ويحاول استغلالها. وهناك تلتقي بسيرجيو سانتيبانييز، لاعب كرة القدم الشاب الذي يدافع عنها والذي تقع ماريمار في حبه. لكن سيرجيو لا يبادلها مشاعره، بل يبدأ بدلاً من ذلك خطة للزواج منها فقط لإزعاج عائلتها: والده ريناتو وزوجة أبيه أنجليكا، اللذان عزما على تزويجه من إينوسينسيا ديل كاستيلو، وهي شابة لا تملك أي نعمة ولكنها مليونيرة.
تقضي ماريمار أسوأ لحظات حياتها في منزل سانتيبانييز، حيث تقوم أنجليكا وشقيقتها أنطونيتا بإذلال الشابة بكل طريقة ممكنة لفصل الزوجين وجعل سيرجيو يشعر بالملل منها، مما يجعلها تبدو سخيفة أمام الجميع في الحفلة التي تنظمها أنجليكا. تخطط أنطونيتا لجعل سيرجيو يعتقد أن ماريمار تخونه مع امرأة فلاحة، لذا فهي تشجع الشابة على أخذ دروس ركوب الخيل مع خيسوس "تشوي"، وهو شاب متواضع كان دائمًا يحبها. تبدأ أنجليكا بإرسال رسائل مجهولة المصدر إلى سيرجيو تخبره فيها أن زوجته تخونه مع تشوي، لكن سيرجيو يعرف براءة ماريمار ويعلم أنها لن تخونه أبدًا كما تريد أنجليكا وأنتونيتا أن يصدق. عندما ترى أن خطتها لا تنجح، تأمر أنطونيتا نيكاندرو بإطلاق النار على تشوي حتى يلقيا باللوم على سيرجيو في الحادث ويعتقدان أنه فعل كل هذا بدافع الغيرة. أنجليكا، الشريكة في كل شيء، تلوم ماريمار وتخبرها أن سيرجيو فعل كل شيء لأنه كان يعلم أنها عشيقة تشوي، فترد ماريمار، الغاضبة والمتعبة من كل هذا الإذلال، بضرب أنجليكا وبيرفكتا، مدبرة منزل أنجليكا وشريكتها. في مواجهة هذا، تم طرد ماريمار من ملكية سانتيبانيز وسقطت في اكتئاب عميق عندما أخبرها سيرجيو أنها لا تستطيع العودة إلى العقار. وهنا تتعرض للإذلال مرة أخرى من قبل أنجليكا وأنتونيتا عندما تذهب للاعتذار لهما فيردان عليها بطردها من العقار مرة أخرى ووضع كلبين شرسين لمنعها من الاقتراب. الدعم الوحيد لماريمار في المزرعة هو النبيلة كورزون التي، على الرغم من أن أنجليكا تمنعها من إعطائها الطعام، تفعل ذلك دون أن تهتم بفقدان وظيفتها، لأن ريناتو أيضًا يهينها من خلال إخبارها أن سيرجيو يأخذها كلعبة، مما يتسبب في أنها كادت أن تنتحر.
يسافر سيرجيو للعمل حتى يتمكن من بناء المنزل الصغير الذي وعدها به لماريمار، الأمر الذي تستغله الأخوات الشريرات لزيادة اضطراب الشابة. أسوأ إهانة على الإطلاق كانت عندما أجبرتها أنجليكا على سحب سوار من بركة طينية بأسنانها، وأخبرتها أنه ينتمي إلى والدة سيرجيو. لاحقًا، تتهم أنجليكا ماريمار زورًا بسرقة نفس السوار وأساور أخرى أعطتها لها بالتواطؤ مع أنطونيتا لطردها من سان مارتين دي لا كوستا، متهمة إياها بأنها لصّة. في ذروة شرها، بينما كانت ماريمار في السجن، أمرت أنجليكا نيكاندرو بإشعال النار في كوخ ماريمار، مما تسبب في وفاة الأجداد. علاوة على ذلك، تكتب المرأة الشريرة رسالة كاذبة من سيرجيو إلى ماريمار يقول فيها إنه لم يحبها أبدًا، وأنه يشعر بالخجل منها، وأنه لن يعود أبدًا إلى سان مارتين دي لا كوستا.
تشعر ماريمار بالإهانة وتعتقد أنها وحيدة في العالم، فتغادر البلدة إلى مدينة مكسيكو بمساعدة الأب بوريس، دون أن تعلم أن جوستافو ألداما، والدها الحقيقي، يعيش هناك وكان يبحث عنها لسنوات عديدة. باستخدام اسم بيلا حتى لا يتمكن سيرجيو من العثور عليها أبدًا، تبدأ ماريمار العمل كخادمة في قصر ألداما. عندما يتم اكتشاف هويتها الحقيقية، يساعدها والدها وخالتها إسبيرانزا في الدراسة لتصبح بيلا ألداما، وهي امرأة مثقفة وراقية من المجتمع يرغب فيها جميع الرجال في مجموعتها الاجتماعية الجديدة. بفضل هويتها الجديدة، تبدأ ماريمار بالانتقام من عائلة سانتيبانييز، والأهم من ذلك، من سيرجيو. لكن القدر يأخذهم إلى وجهة جديدة. وادي المسحور ، حيث تصبح ابنة العم البعيدة - بريندا - شاهدة عمياء على خطط ماريمار شيئًا فشيئًا، وتتحول إلى بيلا؛ في طريقها الجديد للانتقام، سوف تجد بيلا المزيد من العقبات التي تفصلها عن السعادة، لأن ناتاليا مونتينيغرو، ابنة الحاكم فرناندو مونتينيغرو الذي يتودد إلى بيلا أيضًا، تصبح مهووسة بسيرجيو وستجعل حياته مستحيلة.

## روابط خارجية
- ماريمار على موقع IMDb (الإنجليزية)
- ماريمار على موقع كينوبويسك (الروسية)
- ماريمار على موقع قاعدة بيانات الفيلم (الإنجليزية)